# 민주당 (2000년 대한민국)
민주당(民主黨)은 대한민국의 민주당계 정당이었다. 당 대표는 박상천이었고, 당사 소재지는 서울 영등포구 여의도동 25-4번지였다. 2000년 1월 20일 기존의 여당이었던 새정치국민회의를 확대 개편해 새천년민주당(새千年民主黨)을 창당하였으며, 2005년 5월 6일에 민주당으로 당명을 변경하였다.

## 역사

### 창당 이전
- 1987년 5월 1일 : 통일민주당 창당
- 1987년 11월 12일 : 통일민주당 탈당파들이 평화민주당 창당하고, 김대중을 총재 및 대통령선거 후보로 추대
- 1991년 4월 15일 : 평화민주당이 이우정, 신계륜, 장영달 등의 재야운동가를 영입하여 신민주연합당으로 당명 변경
- 1991년 9월 16일 : 3당 합당으로 거대 여당 탄생 이후, 이에 반대한 통일민주당의 잔류파인 꼬마민주당과 합당하여 민주당(통합민주당)으로 창당
- 1995년 9월 5일 김대중 아태재단이사장의 주도로 민주당내의 상당수 인사들이 탈당하여 새정치국민회의가 창당되었고, 1997년 12월 18일 김대중 후보가 대통령에 당선됨으로써, 집권 여당이 되었다.

### 창당 이후

새천년민주당 시절의 로고

- 2000년 1월 20일 기존의 여당이었던 새정치국민회의를 확대 개편해 새천년민주당으로 창당하였다.
- 2002년 2월, 제 16대 대통령 선거에 출마할 후보를 뽑는 대통령 후보 경선에 국민 경선 제도를 도입하여 노무현 후보를 선출하였다.
- 2002년 5월 6일 각종 게이트 의혹과 아들들의 비리 연루로 김대중 대통령, 새천년민주당 탈당
- 2002년 12월 19일 대한민국 제16대 대통령 선거에서 노무현이 대통령 당선
- 2003년 9월 29일 노무현 대통령, 새천년민주당 탈당 (새천년민주당이 야당이 됨)
- 2003년 11월 11일 당내 개혁파 성향의 당원들이 탈당해 당세가 약화되었다. (열린우리당으로 이동)
- 2004년 한나라당, 자유민주연합과 함께 노무현 대통령 탄핵을 주도하였다가, 국민의 지지를 잃어 17대 국회의원선거에서 총 9명의 의원만이 당선되어, 원내교섭단체에서 제외되었다.
- 2005년 5월 6일 민주당으로 당명을 변경하였다.
- 2007년 2월 6일 김한길 열린우리당 전 원내대표 등 의원 23명이 중도개혁세력과 함께 통합신당을 구성할 것을 밝히면서 열린우리당을 탈당하였다.
- 2007년 2월 12일 열린우리당 탈당파 24명이 중도개혁통합신당추진모임이라는 이름으로 대한민국 국회에 교섭단체에 대한 등록을 하였다.
- 2007년 4월 3일 민주당 박상천 전 의원이 장상후보를 누르고 대표에 선출되었다.
- 2007년 4월 25일 재보궐선거에서 민주당 후보로 출마한 김대중씨의 차남 김홍업씨가 당선되었다.
- 2007년 4월 30일 국민중심당의 공동대표였던 신국환의원이 국민중심당을 탈당해 중도개혁통합 신당추진 모임에 합류했다.
- 2007년 5월 7일 중도개혁통합 신당추진 모임이 김한길의원을 대표로 하여 중도개혁통합신당을 창당했다.
- 2007년 5월 17일 이인제 의원이 국민중심당을 탈당하고, 민주당에 복당했다.
- 2007년 6월 27일 민주당과 중도개혁통합신당이 합당하여 소속의원 34명의 중도통합민주당이 창당되었다.

## 2002년 대통령 선거

### 국민경선
2002년 3월 9일부터 제주를 필두로 전국 16개 시도를 돌면서 당원(50%)들과 국민(50%)들이 직접 투표하는 방식으로 진행됐다. 국민 경선제에는 노무현을 비롯해 김근태, 김중권, 유종근, 이인제, 정동영, 한화갑 등이 후보로 출마하였다.
국민 경선이 도입되기 이전에 민주당 부동의 1위는 이인제였고, 노무현은 군소 후보로 지지율은 10% 미만이었다. 경선 국면이 시작되면서 노무현은 “영남 후보론” 및 이인제 후보를 겨냥한 “정체성 시비”로 20%대 지지율에 진입하기 시작했다.
- 경선결과

|      | 김중권 | 노무현 | 정동영 | 김근태 | 이인제 | 한화갑 | 유종근 | 합 계 |
| ---- | ------ | ------ | ------ | ------ | ------ | ------ | ------ | ----- |
| 제주 | 55     | 125    | 110    | 16     | 172    | 175    | 18     |       |
| 울산 | 281    | 298    | 65     | 10     | 222    | 116    | 20     |       |
| 광주 | 148    | 595    | 54     | 사퇴   | 491    | 280    | 사퇴   |       |
| 대전 | 81     | 219    | 54     |        | 894    | 77     |        |       |
| 충남 | 196    | 277    | 39     |        | 1,432  | 사퇴   |        |       |
| 강원 | 159    | 630    | 71     |        | 623    |        |        |       |
| 경남 | 사퇴   | 1,713  | 191    |        | 468    |        |        |       |
| 전북 |        | 756    | 738    |        | 710    |        |        |       |
| 대구 |        | 1,137  | 181    |        | 506    |        |        |       |
| 인천 |        | 1,022  | 131    |        | 816    |        |        |       |
| 경북 |        | 1,246  | 183    |        | 668    |        |        |       |
| 충북 |        | 387    | 83     |        | 734    |        |        |       |
| 전남 |        | 1,297  | 340    |        | 454    |        |        |       |
| 부산 |        | 1,328  | 796    |        | 사퇴   |        |        |       |
| 경기 |        | 1,191  | 1,426  |        |        |        |        |       |
| 서울 |        | 3,924  | 2,305  |        |        |        |        |       |

첫 번째 지역이었던 제주에서 한화갑 후보가 의외의 1위를 차지했고, 노무현은 득표 3위를 기록했다. 두 번째 울산에서는 인상적인 연설을 한 노무현이 예상대로 1위를 차지했다.
한편 여론조사에서는 대선 판도에 큰 변화가 나타나기 시작했다. 3월 13일 문화일보와 SBS가 공동으로 실시한 조사에 따르면, 노무현과 이회창이 양자 대결을 벌일 경우 노무현이 41.7%로 40.6% 지지율을 기록한 이회창을 앞서는 것으로 조사되었다. 대선 주자 지지도 여론 조사에서 이회창이 민주당 후보에 뒤처지는 결과가 나온 것은 대선 구도가 형성된 이후 처음 있는 일이었다.
관건은 3월 16일에 실시한 광주 경선이었다. 무엇보다도 광주는 김대중 대통령의 정치적 기반이자 새천년민주당의 근거지로서 이곳의 결과가 사실상 새천년민주당 대선후보를 결정짓는다고 해도 과언이 아닐 정도로 최대의 승부처였다. 결과는 노무현의 승리였다. 이회창을 이길 수 있는 유일한 카드라는 여론 조사 결과가 유리하게 작용했던 것이다.
이후 노무현은 단숨에 지지율이 급상승하며 ‘노풍’의 주인공이 되었다. 광주 경선 직후 이인제의 지역 기반인 대전· 충청권에서 일격을 당해 노풍이 꺾이는 듯싶었지만 대구광역시 경선 결과, 종합 1위가 확정되었다. 이후 노무현은 강원도와 전남, 전북, 경남, 대구를 비롯한 거의 전 지역을 석권해 나갔고, 2002년 4월 26일, 서울 경선에서 새천년민주당의 제16대 대통령 선거 후보로 공식 선출됐다.
경선이 끝난 4월 말 노무현의 지지율은 당시 역대 대통령 후보 가운데 사상 최고치라는 60%를 기록했다.

### 지방선거와 민주당 후보 재신임
5월 들어 김대중 대통령의 두 아들인 김홍업과 김홍걸의 비리가 불거지며 민주당의 지지율이 하락함과 더불어, 노무현의 지지율도 본격적인 내림세로 돌아서기 시작했다.
이에 노무현은 6.13 지방선거에서 영남권 광역 단체장을 한 명도 당선시키지 못할 경우 재신임을 받겠다고 말했다.
그러나 새천년민주당은 지방 선거에서 호남과 제주의 광역단체장만 당선시키며 참패했다. 노무현은 선거 전 약속한 대로 후보 재신임을 물었고, 민주당 당무 회의는 만장일치로 재신임을 의결했다. 이에 대해 민주당 내 최대 계파 모임인 중도 개혁 포럼은 불복하고 ‘후보, 지도부 즉각 사퇴론’을 주장했다.

### 정몽준 출마와 민주당 내분 사태
2002년 한일 월드컵 바람을 타고 대통령 출마를 선언한 정몽준이 거센 돌풍을 일으키자 노무현은 지지율도 토막이 나고 당내 의원들로부터도 배척받기 시작했다. ‘노무현 흔들기’는 더욱 노골화되었고, ‘후보 단일화론’은 물론이거니와 ‘후보 교체론’까지 나왔다.
10월 들어서는 아예 노무현의 낙마를 바라는 의원들이 탈당하여 후보 단일화 추진 협의회(후단협)를 만들고 후보 단일화를 주장했는데, 이들은 노무현으로 후보 단일화가 되면 함께 할 수 없다고 발언하였고 정몽준 지지의 속내를 감추지 않았다. 11월 19일 후단협은 정몽준에 대한 공개 지지를 밝혔으며, 심지어 후단협 소속 의원이 정몽준 대표 측에 돈을 요구하기도 했다. 후단협 해체 후 일부 의원은 한나라당에 입당했고, 12명은 민주당에 복당했다.
이런 상황에서 정몽준의 국민통합21에 입당하기 위한 김민석의 탈당은 노무현에게 반전의 계기가 되었다. 그의 탈당은 노무현에게 악재가 되지 않겠느냐는 관측이 있었으나, 답보 상태였던 그의 지지율은 20%대를 회복하고 후원금 액수도 크게 늘었다.

### 노무현 후보와 정몽준 후보의 단일화
단일화 방안으로는 크게 3가지가 있었는데, 국민 경선과 여론 조사, 협상 담판이었다. 이 중 협상 담판은 정몽준의 후보의 주장으로 11월 1일에 정식 제안했고, 국민 경선안은 국민 참여 50%, 당원 참여 50%의 민주당 안을 노무현 후보가 11월 3일 정식 제안했다. 여론 조사안은 단일화 여론 조사를 실시했을 때 우위를 점하는 정몽준 후보가 유리한 안으로 정몽준 후보가 선호하는 안이었다.
노무현 후보는 11월 11일 자신에게 불리한 여론 조사를 통한 단일화를 제의하였고, 단일화 재협상에서도 마지막 쟁점인 ‘무효화 조항’을 전격 수용하면서 양보하는 모습을 보였다. 민주당으로서는 받아들이기 힘든 설문 내용 변경도 단일화를 위해 수용했다. 이로 인해 노무현 후보의 지지도는 더욱 반등하기 시작했다.
텔레비전 토론을 거쳐 2002년 11월 24일 노무현 후보는 극적으로 단일화 여론 조사에서 승리했다. 24일 실시된 2군데 여론 조사 중 리서치 앤드 리서치 경쟁력 조사에서 46.8%를 얻어 42.2%를 얻은 정 후보를 제쳤고, 월드 리서치 조사에서는 이회창 후보 지지율이 조사 유효화 조건인 31.1%에 미치지 못한 28.7%가 되어 무효가 되긴 했지만, 38.8%를 얻어 37%를 얻은 정몽준 후보를 앞섰다. .
이후 선거 전날 정몽준 후보의 지지철회에도 불구하고 노무현은 당선되어 새천년민주당은 정권재창출에 성공한다.

## 논란과 비판

### 인위적인 정계 개편
민주당의 전신인 새정치국민회의는 1997년 대통령 선거에서 김대중이 당선됨에 따라 정식으로 여당이 되었다. 이 때 단일화 과정에서 한 협상을 통해 자유민주연합과 함께 공동으로 여당이 된다.
하지만 곧 이은 총선에서 한나라당이 승리했고, 공동여당의 의석 수는 한나라당에 못 미치는 상황으로 이어졌다. 게다가 자유민주연합은 17석밖에 못 얻어 교섭단체가 될 수 없었다. 이 때 김대중 대통령의 공동여당 구제방침에 의거해 그 해 12월, 새천년민주당 소속이었던 유성구의 국회의원 송석찬이 ‘의원 꿔주기’를 주도했다. 이때 장재식, 송영진, 배기선이 송석찬과 함께 자민련으로 이동하였다.
이러한 의원 꿔주기에 대해 당시 여론은 민의 배반과 정당정치 근간 훼손 등의 이유로 숱한 비난을 쏟아내었으며, 자유민주연합 내에서 송석찬 외 3명의 영입을 반대하던 국회의원 강창희가 제명당하는 사태까지 벌어졌다. 이때 “연어의 심정으로 민주당을 떠납니다”라는 송석찬 의원의 탈당의 변이 화제가 되었다.
이로 인해 두 정당간의 관계가 급격히 악화되었고, 당시 자민련의 권력남용 중 통일부 장관 해임 사건이 일어나자 민주당의 제안으로 공조가 파기되고 만다.

### 노무현 대통령 탄핵
2002년 민주당은 노무현의 당선으로 정권 연장에 성공했으나, 바로 이듬해 노무현이 탈당하면서 민주당은 야당이 되었다. 이후 한나라당, 자유민주연합과 함께 탄핵을 주도하였다가 국민들의 반감을 샀고, 17대 총선에서 군소 정당으로 전락하고 말았다.

## 역대 지도부

### 역대 총재
| 대수   | 역대 대표 | 직함         | 임기                               | 비고                    |
| ------ | --------- | ------------ | ---------------------------------- | ----------------------- |
| 1      | 김대중    | 총재         | 2000년 1월 20일 ~ 2001년 11월 13일 | 10·25재보선 전패로 사퇴 |
| (임시) | 한광옥    | 총재권한대행 | 2001년 11월 13일 ~ 2002년 2월 3일  | 총재직 폐지             |

### 역대 대표
| 대수   | 역대 대표 | 직함           | 임기                               | 비고                                          |
| ------ | --------- | -------------- | ---------------------------------- | --------------------------------------------- |
| 1      | 서영훈    | 대표최고위원   | 2000년 1월 20일 ~ 2000년 8월 30일  | 총재가 지명                                   |
| 2      | 서영훈    | 대표최고위원   | 2000년 8월 30일 ~ 2000년 12월 20일 | 총재가 지명                                   |
| 3      | 김중권    | 대표최고위원   | 2000년 12월 20일 ~ 2001년 9월 9일  | 총재가 지명                                   |
| 4      | 한광옥    | 대표최고위원   | 2001년 9월 10일 ~ 2002년 4월 27일  | 총재가 지명                                   |
| 5      | 한화갑    | 대표최고위원   | 2002년 4월 27일 ~ 2003년 2월 23일  | 참여정부 출범과 함께 사퇴                     |
| 6      | 정대철    | 대표최고위원   | 2003년 2월 23일 ~ 2003년 9월 21일  | 한화갑 사퇴로 승계, 열린우리당 합류 위해 사퇴 |
| 7      | 박상천    | 대표최고위원   | 2003년 9월 22일 ~ 2003년 11월 28일 | 정대철 사퇴로 승계                            |
| 8      | 조순형    | 대표           | 2003년 11월 28일 ~ 2004년 4월 16일 | 대한민국 제17대 총선 참패로 사퇴              |
| (임시) | 한화갑    | 비상대책위원장 | 2004년 4월 19일 ~ 2004년 4월 26일  | 대한민국 제17대 총선 참패로 비대위 구성       |
| 9      | 한화갑    | 대표           | 2004년 4월 26일 ~ 2005년 2월 3일   | 대표로 추대                                   |

## 주요 선거 결과

### 대통령 선거
| 연도   | 선거   | 후보자 | 득표         | 득표율          | 결과 | 당락 |
| ------ | ------ | ------ | ------------ | --------------- | ---- | ---- |
| 2002년 | 16대   | 노무현 | 12,014,277표 | \| \| 48.91% \| | 1위  |      |
|        | 48.91% |        |              |                 |      |      |

### 국회의원 선거
|  | 42.29% |

|  | 35.9% |

|  | 42.12% |

|  | 2.06% |

|  | 7.1% |

|  | 3.01% |

### 지방선거
|  | 25% |

|  | 18.97% |

|  | 20.97% |

|  | 12.5% |

|  | 8.7% |

|  | 10.91% |

|  | 9.56% |

## 역대 전당대회

### 새천년민주당 창당대회
2000년 1월 20일, 민주당 창당대회는 새정치국민회의와의 합당을 결의하고 김대중 대통령을 총재로 선출한 뒤, 김대중 총재의 지명에 따라 서영훈 대표최고위원과 이인제 중앙선거대책위원장을 인준하고 대한민국 제16대 총선 대비체제에 들어갔다.

### 새천년민주당 제1차 전당대회
| 득표순위 | 이름     | 득표수   | 득표율 | 비고     |
| -------- | -------- | -------- | ------ | -------- |
| 1        | 한화갑   | 4,933    | 56.6%  | 지도위원 |
| 2        | 이인제   | 3,862    | 44.3%  | 최고위원 |
| 3        | 김중권   | 3,769    | 43.3%  | 최고위원 |
| 4        | 박상천   | 3,373    | 38.7%  | 최고위원 |
| 5        | 정동영   | 3,044    | 34.9%  | 최고위원 |
| 6        | 김근태   | 2,966    | 34.1%  | 최고위원 |
| 7        | 정대철   | 2,590    | 29.7%  | 최고위원 |
| 8        | 김기재   | 1,932    | 22.2%  |          |
| 9        | 김민석   | 1,932    | 22.2%  |          |
| 10       | 안동선   | 1,655    | 19%    |          |
| 11       | 추미애   | 1,627    | 18.7%  |          |
| 12       | 이협     | 906      | 10.4%  |          |
| 13       | 조순형   | 896      | 10.3%  |          |
| 14       | 김회선   | 799      | 9.2%   |          |
| 15       | 김태식   | 762      | 8.7%   |          |
| 총투표수 | 총투표수 | 총투표수 | 8,710  |          |

2000년 8월 30일, 민주당 전당대회는 1인4표 방식으로 한화갑 지도위원, 이인제 전 경기지사, 김중권 전 대통령 비서실장, 박상천 전 법무장관, 정동영 전 국민회의 대변인, 김근태 전 민주당 부총재, 정대철 전 국민회의 부총재를 최고위원으로 선출했다. 총재인 김대중 대통령은 서영훈 대표, 권노갑 상임고문, 신낙균 문화관광장관, 장태완 의원, 장을병 의원을 최고위원으로 지명한 뒤, 서영훈 대표를 다시 대표최고위원으로 지명했다.

### 새천년민주당 제2차 전당대회
2001년 11월 8일, 김대중 대통령이 10.25 재보선 패배에 책임을 지고 총재직을 사퇴한 뒤, 당 발전과 쇄신을 위한 특별대책위원회는 총재직을 폐지하고 집단지도체제를 도입했다.
| 득표순위 | 이름     | 득표수   | 득표율 | 비고         |
| -------- | -------- | -------- | ------ | ------------ |
| 1        | 한화갑   | 5,961    | 55.7%  | 대표최고위원 |
| 2        | 정대철   | 5,163    | 50.3%  | 최고위원     |
| 3        | 박상천   | 4,401    | 42.9%  | 최고위원     |
| 4        | 한광옥   | 4,381    | 42.7%  | 최고위원     |
| 5        | 이협     | 3,983    | 38.8%  | 최고위원     |
| 6        | 추미애   | 3,327    | 32.4%  | 최고위원     |
| 7        | 신기남   | 2,648    | 25.8%  | 최고위원     |
| 8        | 김태랑   | 2,063    | 20.1%  | 최고위원     |
| 9        | 신계륜   | 1,992    | 19.4%  |              |
| 10       | 김옥두   | 1,699    | 16.5%  |              |
| 11       | 이해찬   | 1,658    | 16.1%  |              |
| 12       | 박상희   | 1,547    | 15.1%  |              |
| 13       | 김경천   | 1,181    | 11.5%  |              |
| 14       | 이규정   | 1,072    | 10.4%  |              |
| 총투표수 | 총투표수 | 총투표수 | 10,269 |              |

2002년 4월 27일, 민주당 전당대회는 1인4표 방식의 최고위원 경선을 통해 한화갑 최고위원을 대표최고위원으로 선출했다.

### 2002년6월 18일새천년민주당 당무회의
2002년 제3회 전국동시지방선거에서 민주당이 참패함으로써, 영남권 후보를 당선시키지 못하면 재신임을 묻겠다는 노무현 후보의 공언에 따라 6월 18일 민주당 당무회의는 만장일치로 노무현 후보의 재신임을 의결했다.

### 새천년민주당 제3차 전당대회
2003년 9월, 열린우리당 창당으로 집권여당이었던 민주당이 분당되고 정대철 대표마저 이에 동참하기 위해 탈당하자, 민주당은 조기 전당대회를 치르게 된다.
| 득표순위 | 이름     | 득표수   | 득표율 | 비고         |
| -------- | -------- | -------- | ------ | ------------ |
| 1        | 조순형   | 3,119    | 62.1%  | 대표         |
| 2        | 추미애   | 2,151    | 42.8%  | 중앙상임위원 |
| 3        | 김경재   | 1,199    | 23.9%  | 중앙상임위원 |
| 4        | 장재식   | 1,150    | 22.9%  | 중앙상임위원 |
| 5        | 김영환   | 888      | 17.7%  | 중앙상임위원 |
| 6        | 이협     | 685      | 13.6%  |              |
| 7        | 김영진   | 581      | 11.6%  |              |
| 8        | 장성민   | 277      | 5.5%   |              |
| 총투표수 | 총투표수 | 총투표수 | 5,025  |              |

11월 28일, 민주당 전당대회는 조순형 전 민주당 부총재를 대표로 선출했다.

### 2004년4월 26일새천년민주당 비상대책위원회
2004년 4월 19일, 조순형 대표가 노무현 대통령 탄핵 소추와 대한민국 제17대 총선 참패에 책임을 지고 사퇴하자 민주당은 총선당선자회의를 통해 한화갑 전 대표를 위원장으로 하는 비상대책위원회를 출범시킨다.
이후 4월 26일, 비상대책위원회는 당헌당규에 규정되지 않은 비대위원장직의 권한에 한계가 있음을 들어 한화갑 위원장을 대표로 추대하였다.

### 새천년민주당 제4차 전당대회
| 순위 | 이름   | 대의원 | 후원당원 | 총 득표(환산) | 비고 |
| 순위 | 이름   | 비율   | 비율     | 비율          | 비고 |
| ---- | ------ | ------ | -------- | ------------- | ---- |
| 1    | 한화갑 | 3,662  | 6,390    | 83.1          | 대표 |
| 1    | 한화갑 | 82     | 87.3     | 83.1          | 대표 |
| 2    | 김상현 | 799    | 929      | 16.9          |      |
| 2    | 김상현 | 18     | 12.7     | 16.9          |      |

2005년 2월 3일, 민주당 전당대회는 대의원 현장투표와 후원당원 우편투표를 8:2비율로 적용한 경선을 통해 한화갑 대표를 대표로 재선출한 뒤, 열린우리당과의 합당 반대를 결의하였다.

### 민주당 제5차 전당대회
| 득표순위 | 이름     | 득표수   | 득표율 | 비고 |
| -------- | -------- | -------- | ------ | ---- |
| 1        | 박상천   | 2,164    | 42.3%  | 대표 |
| 2        | 장상     | 1,924    | 37.7%  |      |
| 3        | 김영환   | 536      | 10.3%  |      |
| 4        | 김경재   | 376      | 6.2%   |      |
| 5        | 심재권   | 126      | 2.1%   |      |
| 총투표수 | 총투표수 | 총투표수 | 5,118  |      |

2007년 4월 3일, 민주당 전당대회는 박상천 전 대표를 대표로 선출하였다.

## 같이 보기
- 대한민국의 정당
- 중도개혁주의
- 대한민국의 정치
- 대한민국의 선거
- 대한민국의 자유주의
- 대한민국의 민주당계 정당
- 대통합민주신당